# George Pólya
George Pólya (/ˈpoʊljə/; ungarsk: Pólya György [ˈpoːjɒ ˈɟørɟ]; 13. december 1887 – 7. september 1985) var en ungarsk-amerikansk matematiker. Han var professor i matematik ved ETH Zürich fra 1914 til 1940 og ved Stanford University fra 1940 til 1953. Han bidrog grundlæggende til kombinatorik, talteori, numerisk analyse og sandsynlighedsteori. Han er også kendt for sit arbejde med heuristik og matematikundervisning. Han er blevet beskrevet som en af Martianerne, en uformel betegnelse der også inkluderede en af hans mest berømte studerende ved ETH Zürich, John von Neumann.
1. ↑  Navnet er anført på engelsk og stammer fra Wikidata hvor navnet endnu ikke findes på dansk.
2. ↑  Navnet er anført på engelsk og stammer fra Wikidata hvor navnet endnu ikke findes på dansk.
3. ↑  Navnet er anført på svensk og stammer fra Wikidata hvor navnet endnu ikke findes på dansk.
4. ↑  Navnet er anført på engelsk og stammer fra Wikidata hvor navnet endnu ikke findes på dansk.
5. ↑  Navnet er anført på svensk og stammer fra Wikidata hvor navnet endnu ikke findes på dansk.
6. ↑  Navnet er anført på engelsk og stammer fra Wikidata hvor navnet endnu ikke findes på dansk.
7. ↑  Navnet er anført på engelsk og stammer fra Wikidata hvor navnet endnu ikke findes på dansk.
8. ↑  Navnet er anført på tysk og stammer fra Wikidata hvor navnet endnu ikke findes på dansk.